# Barómetro
Barómetro (português europeu) ou barômetro (português brasileiro) (do grego antigo: βαρύς barýs „pesado, comprimido“, e μέτρον métron „medida, medição“) é um Instrumento de medida usado para determinar a pressão atmosférica estática sendo, por conseguinte, uma forma especializada de manómetro. O instrumento é utilizado em meteorologia para medir a pressão atmosférica, em geral apresentando um valor virtual que corresponderia à pressão aerostática do ar ao nível médio do mar. Pode ser utilizado indiretamente para medição da altitude, sendo nesse caso designado por altímetro. Existem dois tipos em uso corrente: os barómetros de mercúrio e os barómetros aneroides (metálicos).

Esquema de um barómetro de mercúrio.

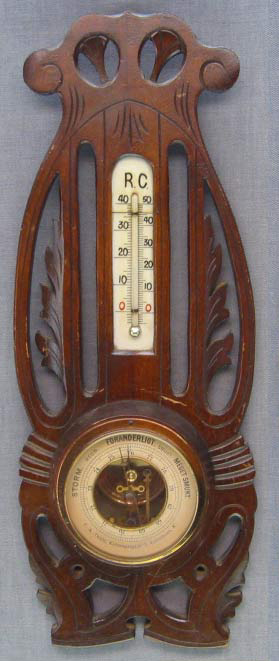
Barómetro aneroide de parede ao estilo Jugendstil (escala circular na parte inferior).

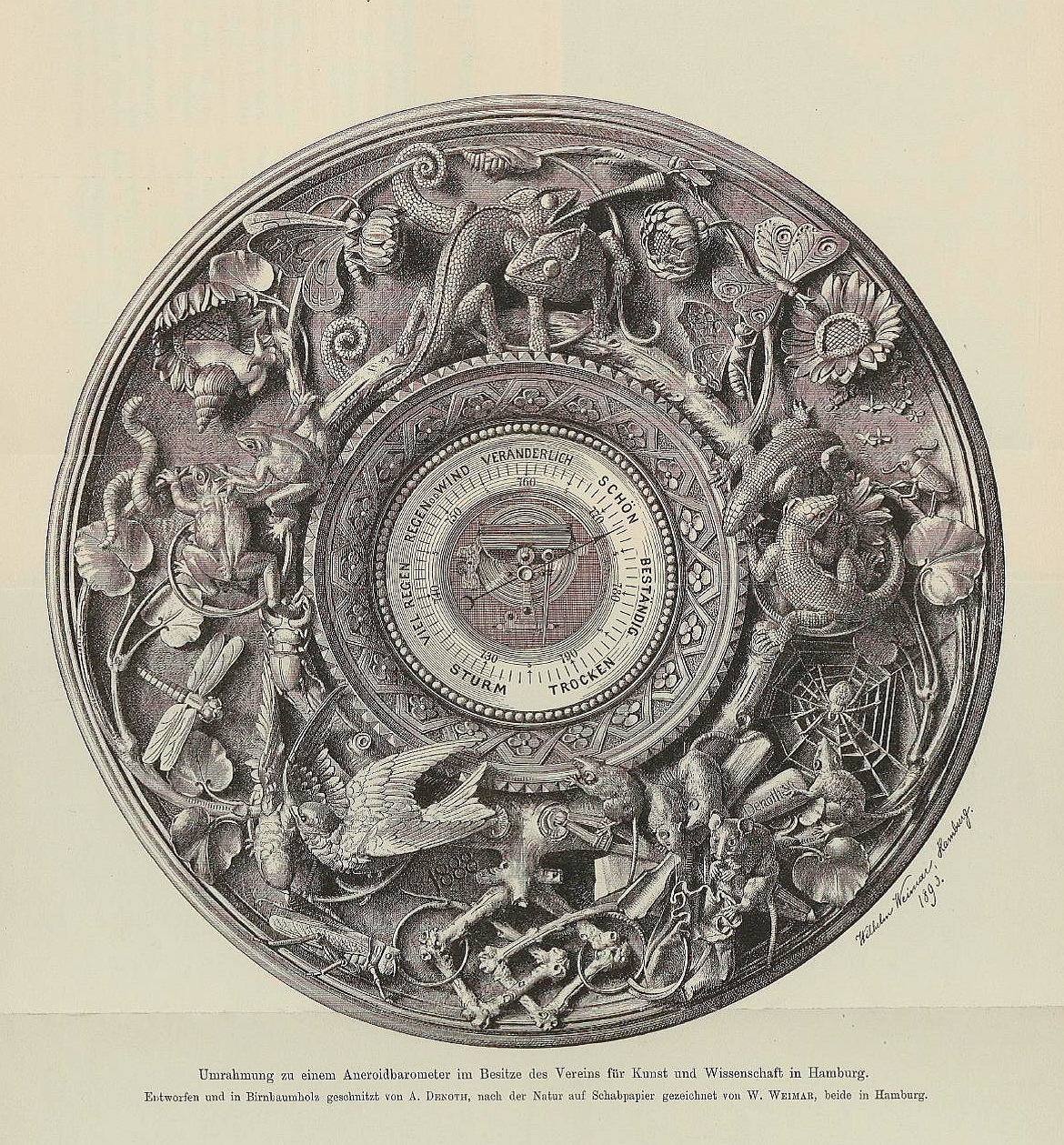
O barómetro aneroide de Aloys Denoth (Das Aneroidbarometer von Aloys Denoth), desenhado por Wilhelm Weimar (1894).

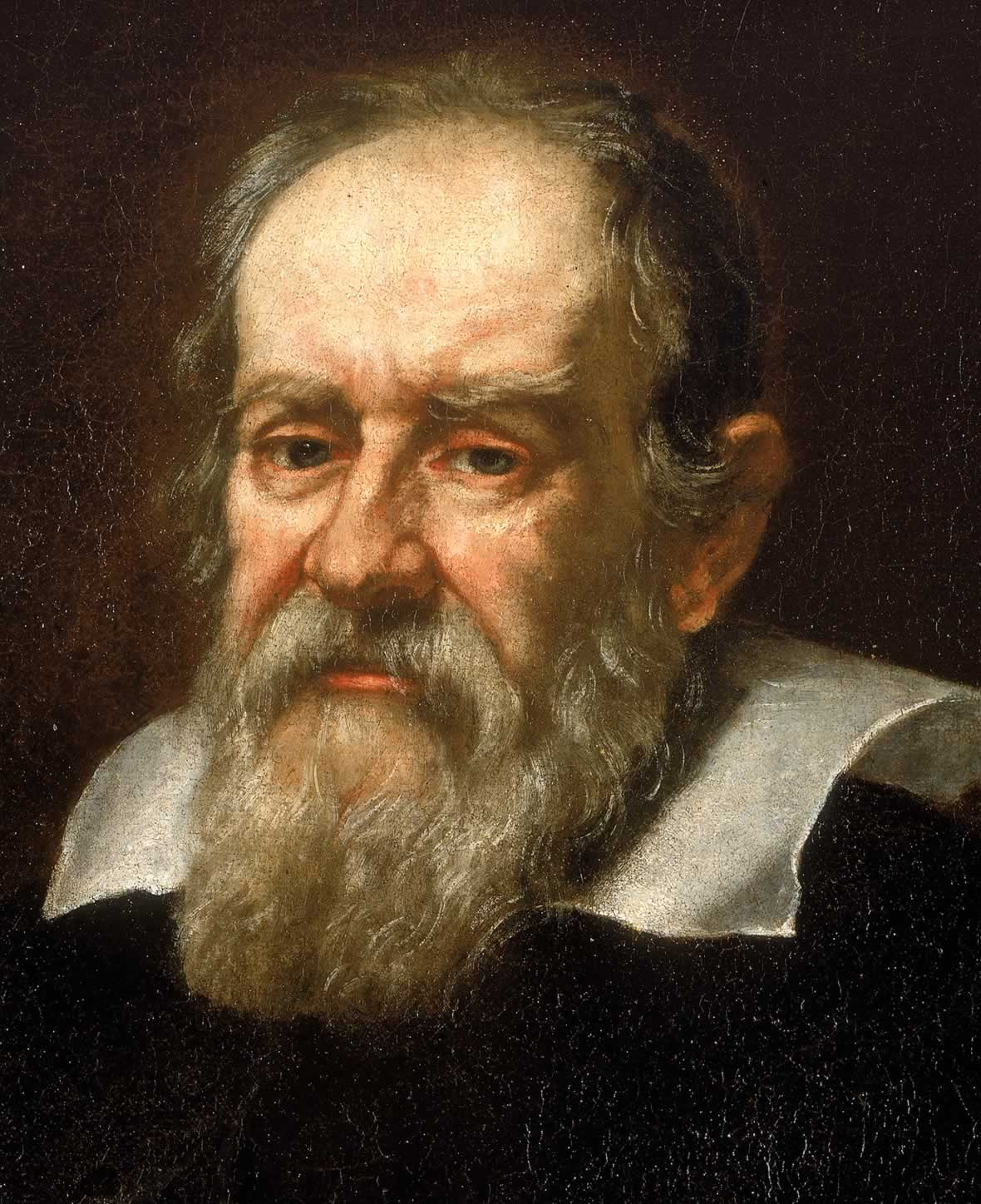
Galileo Galilei (retrato da autoria de Justus Sustermans, 1636).

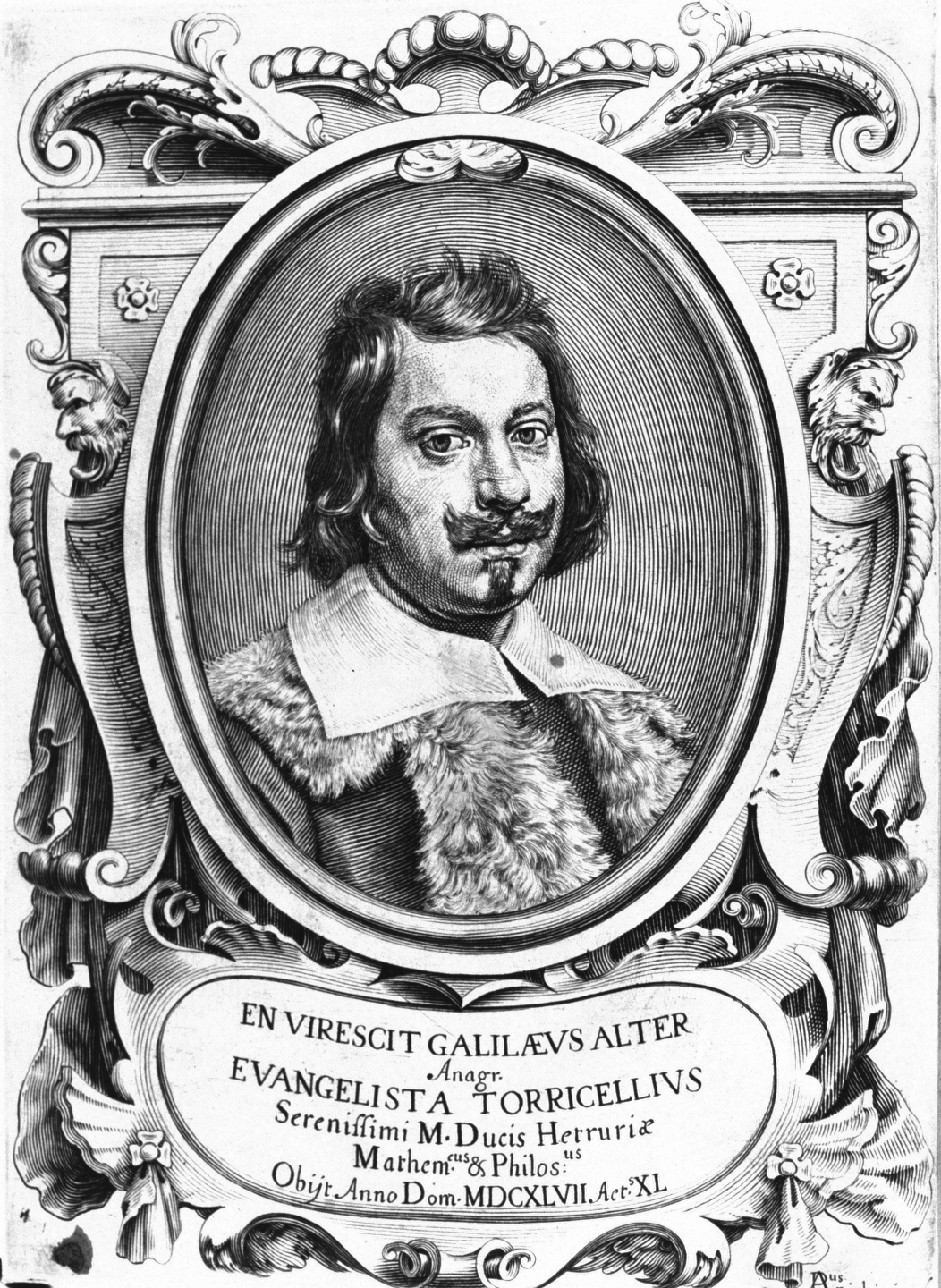
Evangelista Torricelli, inventor do barómetro de mercúrio (gravura nos livros de Camille Flammarion, 1923).

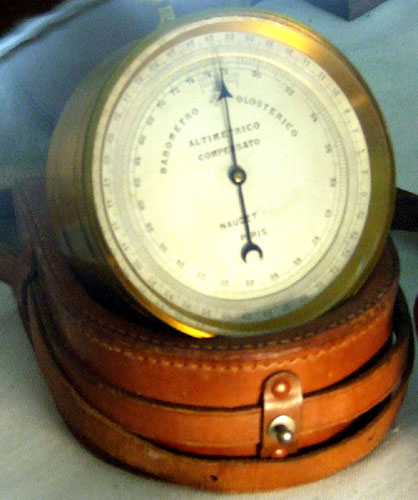
Exemplo de aneroide.

Um desenvolvimento posterior do barómetro é o barógrafo, que regista gráfica ou eletronicamente a evolução temporal da pressão atmosférica num determinado local. Outro desenvolvimento do barómetro é o microbarómetro, capaz de medir minúsculas diferenças da pressão atmosférica.

## Descrição
O termo barómetro foi introduzido em 1665 ou 1666 pelo naturalista irlandês Robert Boyle. A etimologia do vocábulo deriva do grego βάρος báros gravidade, peso e μετρεῖν metreín medir. O conceito de pressão atmosférica, e por conseguinte o interesse pela sua medição, aparece pela primeira vez num texto do médico renascentista Georgius Agricola, que menciona a pressão do ar como a causa da subida da água nas bombas de aspiração.
Por volta de 1635, engenheiros e construtores de poços e fontanários de Florença foram encarregados de construir extensos sistemas de irrigação nos jardins do palácio ducal da cidade (Palazzo Pitti). Instalaram bombas de aspiração, mas ficaram surpreendidos ao descobrir que estas não eram capazes de extrair água a alturas superiores a cerca de 10 metros. Galileo Galilei, o mais reputado físico daquele tempo e físico do grão-duque da Toscana, envolveu-se na solução do assunto e descreveu o problema em 1638 nos seus Discorsi e dimostrazioni matematiche, intorno à due nuove scienze (Discursos e demonstrações matemáticas), mas faleceu em 1642 sem ter tido a oportunidade de encontrar uma explicação para o fenómeno. 
Contudo, já em 1630, Galileo se tinha correspondido com Giovanni Battista Baliani, que também estudara esta questão. Através de uma carta, datada desse ano de 1630, Giovan Batista Bialiani instigava Galileo Galilei a desvendar o motivo pelo qual o sistema de transporte de água não funcionava. O sistema consistia em uma bomba de sucção que pretendia sugar a água ao longo de um declive de 21 metros de altura. Galileo Galilei descobriu, após pesquisar tal efeito, que o limite de elevação da bomba de sucção era de cerca de 11 metros de coluna de água. Também da leitura das notas de Galileo Galilei, datadas de 1614, percebe-se que já anteriormente refletira sobre o peso do ar e determinara que este era 1/660 partes do peso da água, mas, que se saiba, não retirara quaisquer outras conclusões a partir dessa constatação. A ideia de que o líquido não era atraído pelo vácuo gerado pela bomba de sucção, mas era empurrado para dentro dela pela pressão do ar, contradizia a opinião quase universalmente acreditada na época de que a água subia porque a natureza teria aversão ao vácuo (latim: horror vacui) e era, por isso, difícil de aceitar.
Compartilhou os resultados obtidos com um seu discípulo, Evangelista Torricelli, o qual deu continuidade aos estudos. Com o auxílio de Vincenzo Viviani e dos seus experimentos, conseguiram provar que o ar efetivamente possuía peso, já que por volta do ano 1640, a questão de saber se o ar tem peso era um dos temas mais debatidos entre os cientistas.
Blaise Pascal conseguiu responder a esta questão controversa em 1647 com a sua célebre experiência vide dans le vide. Pascal também repetiu a experiência de Torricelli porque, tal como Descartes, estava convencido de que, se o ar tivesse um peso, o mercúrio teria de subir menos se a experiência fosse efetuada a uma altura maior. Esta teoria foi também confirmada, embora com muito pouca precisão, no cimo da torre de Saint-Jacques, com 52 metros de altura, em Paris. Com a ajuda do seu cunhado Florin Perrier, que vivia no sopé do Puy de Dôme, Pascal repetiu a experiência em 19 de setembro de 1648, realizando-a a diferentes altitudes e verificando que a altura da coluna de mercúrio diminui com o aumento da altitude a um ritmo de aproximadamente 1 mm por cada 10,5 metros. No mês seguinte, Pascal publicou os seus resultados no tratado Récit de la grande expérience de l'équilibre des liqueurs. Mais tarde, a unidade SI para a pressão foi baptizada em sua homenagem como Pascal, que corresponde a um Newton por metro quadrado.
Para demonstrar a pressão que resultava do peso da coluna de ar atmosférico, Torricelli projetou inicialmente um protótipo de instrumento com 18 metros de altura que utilizava água como fluido sujeito à compressão pela coluna de ar. Contudo, este protótipo requeria uma análise muito criteriosa e custosa devido às dimensões do objeto. Para resolver o problema da altura da coluna de fluido, substituiu a água por um material com densidade aproximadamente 13 vezes maior, o mercúrio (Hg) líquido. Essa troca possibilitou a Torricelli a redução do tubo de vidro dos 18 metros para aproximadamente 90 centímetros.
A questão da pressão atmosférica foi finalmente resolvida de forma irrefutável quendo Otto von Guericke conseguiu provar a pressão do ar com a experiência que ficaria conhecida como os hemisférios de Magdeburgo, realizada em 1663, o que o tornou famoso, especialmente na Alemanha. Trata-se de duas meias esferas ocas, apenas encostadas através de um anel lubrificado, que já não podiam ser separadas uma da outra, nem mesmo quando puxadas por cavalos em direções opostas, logo que o corpo esférico oco fosse esvaziado de ar, ou seja quando no seu interior fosse criado um vácuo. Os sistemas de pressurização da cabine utilizados em aeronaves funcionam ainda hoje de acordo com este princípio.
O instrumento utilizado por Torricelli consistia num tubo de vidro com cerca de 90 cm de comprimento, com uma das extremidades fechadas, que era preenchido com mercúrio e em seguida era invertido sobre uma base que também continha um reservatório de mercúrio. Após múltiplas repetições, concluiu que a coluna de mercúrio se estabilizava em torno dos 76 cm de altura acima da superfície livre do metal no reservatório. Algumas pequenas diferenças registadas na medição, no entanto, sabe-se hoje que eram flutuações devidas a variações na temperatura do ar e na pressão atmosférica. A partir dessas experiências concluiu-se que pressão do ar faz com que se forme uma coluna de mercúrio com cerca de 76 centímetros de altura, mas não é suficiente para preencher o espaço vazio por cima. 
A partir desta experiência, concluiu que a pressão do ar na superfície da bacia equilibra o peso da coluna de mercúrio em relação à superfície da coluna e que, analogamente, a água nas bombas só pode ser bombeada até cerca de 10 metros se for criado vácuo com a bomba. Percebeu também que a coluna de mercúrio se alterava com o tempo e que uma diminuição da altura precedia um período de mau tempo. Sem que fosse essa a sua intenção, Torricelli inventara assim o barómetro em 1643.
Uma vez que o reservatório aberto era extremamente inadequado para o transporte do instrumento de medição assim criado, foram consideradas várias outras soluções. Por exemplo, foram produzidos reservatórios porosos de couro que eram ligados ao tubo e continham uma pequena quantidade de mercúrio. Diversas pesquisas prosseguiram até que, em 1665, o cientista britânico Sir Robert Hooke criou um modelo de barómetro com maior portabilidade ao dobrar o tubo do barómetro, dando origem a um tubo de sifão, como ainda hoje é utilizado.
O físico francês René Descartes (1596-1650) melhorou o sistema de Torricelli, acrescentando-lhe uma escala em papel. Foi também o primeiro a comprovar a ideia de que a pressão atmosférica diminui com a altitude.
Atribui-se ao físico neerlandês Christiaan Huygens uma melhoria significativa do barómetro de sifão que havia sido proposto por Robert Hooke. No barómetro de Huygens, o mercúrio no membro aberto é revestido com um líquido colorido e não volátil. O tubo aberto é estendido para cima e tem uma secção transversal muito mais pequena na área de leitura do que o tubo da coluna de mercúrio. Como resultado, a alteração do nível de mercúrio devido à a pressão provoca uma alteração correspondentemente maior no nível do líquido indicador. Isto torna mais fácil e mais exata a leitura da pressão atmosférica.
O líquido indicador também simplifica a leitura porque o efeito capilar e a superfície convexa do mercúrio não interferem. O termo contra-barómetro descreve o facto de o nível do líquido na zona de leitura ser oposto à pressão do ar e ao nível do mercúrio no membro fechado.
Foi só em meados do século XVIII que os barómetros começaram a ser fabricados por fabricantes de instrumentos ópticos e relojoeiros, inicialmente para fins científicos e depois também para uso doméstico. A partir de 1770, foram acrescentadas designações meteorológicas às escalas (bom tempo, variável, chuva, tempestade e designações semelhantes).
Em 1675, o físico Jean Picard, mais conhecido por abade Picard,  fez uma estranha descoberta quando transportava um barómetro de mercúrio durante a noite. A cada movimento, uma luz azulada saía do tubo. Este fenómeno foi investigado por Francis Hauksbee, um aluno de Robert Boyle, mas na altura não foi encontrada uma explicação satisfatória. No entanto, a partir deste momento, começaram as primeiras investigações sobre descargas elétricas em gases altamente diluídos. Atualmente, sabe-se que é a fricção dos átomos de mercúrio na parede do vidro que provoca este fenómeno luminoso por triboluminescência.

### Barómetros de coluna líquida
Os barómetros de coluna líquida (ou barómetros de líquido) são constituídos por um tubo vertical cheio de um líquido, que é selado hermeticamente na extremidade superior. A extremidade inferior está imersa num recipiente de armazenamento, que também contém o líquido em questão. Devido ao seu próprio peso, o líquido flui para fora do tubo, criando um vácuo na extremidade superior. A pressão do ar contraria este fenómeno, de modo que a coluna de líquido fica em repouso a uma determinada altura.

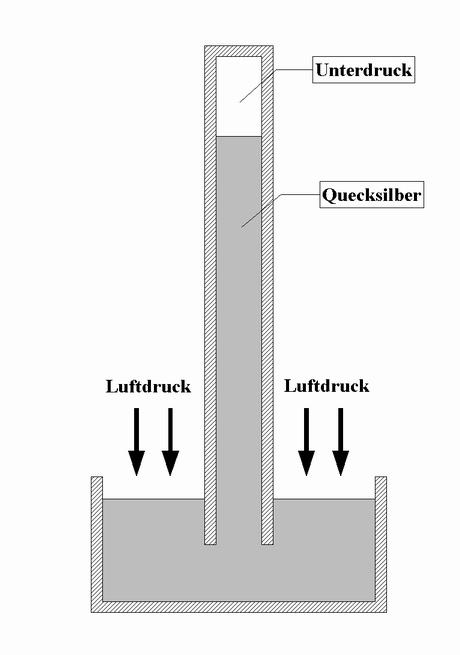
Princípio do funcionamento de um barómetro de coluna líquida.
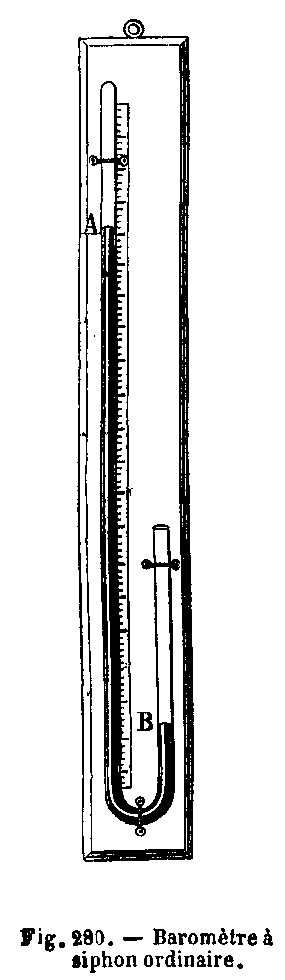
Barómetro de coluna com sifão simples do tipo inventado por Sir Robert Hooke.
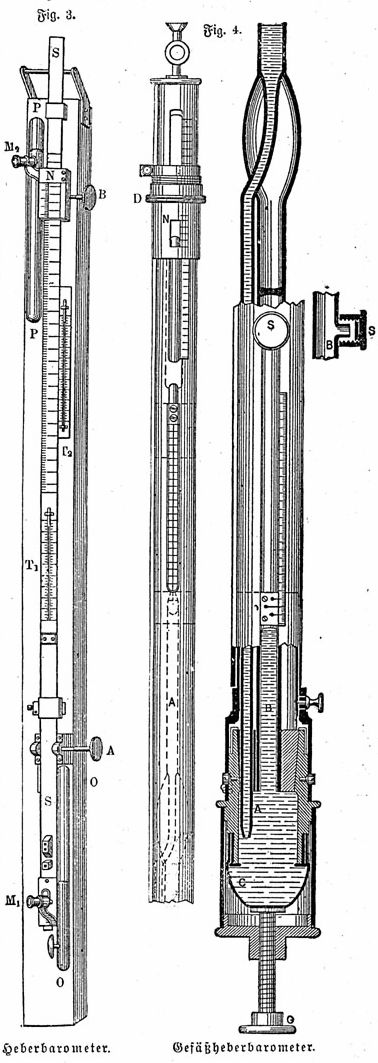
Barómetros de coluna de mercúrio do século XIX.

#### O barómetro de Torricelli
Evangelista Torricelli (1608-1647) sucedeu, após o falecimento deste, a Galileo como físico da corte do grão-duque da Toscana. Retomou os estudos do seu antecessor e efetuou experiências para provar que era a pressão do ar atmosférico que impedia que um tubo invertido preenchido com mercúrio se esvaziasse completamente, ficando sempre uma certa coluna de mercúrio no interior de um tubo sujeito a vácuo. Esta coluna, independentemente da distância a que se mergulhasse o tubo na bacia, tinha, ao nível médio do mar, uma altura média de 29,9 polegadas de mercúrio (ou seja, 760 milímetros de mercúrio). Essa observação permitiu concluir que a pressão atmosférica é de cerca de 15 libras por polegada quadrada, o que em unidades modernas é equivalente a 1013,25 milibares ou 101325 Pascal.
O barómetro de mercúrio inventado por Evangelista Torricelli em 1643 é composto por um tubo de vidro com uma das extremidades fechadas, uma base e mercúrio. Na sua versão inicial, o tubo de vidro era cheio com mercúrio e tapado com o dedo. Em seguida, era invertido e mergulhado no recipiente que constituía a base, o qual também continha mercúrio. 
A coluna de mercúrio descia até estabilizar em 760 milímetros (ao nível do mar). Tal fato deve-se à equiparação entre o peso da coluna de mercúrio dentro do tubo e o peso da coluna de ar aplicados na base que contém mercúrio. Esse peso exercido sobre a base de mercúrio pelo ar é a pressão atmosférica, a qual determina diretamente a altura da coluna de mercúrio. Quanto maior a pressão atmosférica, mais comprida fica a coluna de mercúrio. Em 1648, Blaise Pascal comprovou essa dependência ao fazer o experimento a 1478 metros de altitude, de modo que a coluna do mercúrio caía a 8,6 centímetros.
A pressão atmosférica pode ser calculada multiplicando a altura da coluna de mercúrio pela densidade do mercúrio e pela aceleração da gravidade no local. Contudo, a altura da coluna de mercúrio também é considerada uma unidade de medida para a pressão atmosférica.

#### Funcionamento do barómetro de mercúrio
Nos barómetros de coluna líquida, o mercúrio é o fluido mais frequentemente utilizado, sendo neste caso o instrumento geralmente designado por barómetro de mercúrio. Nas condições padrão de temperatura e pressão da atmosfera terrestre, a coluna de mercúrio atinge uma altura de 760 milímetros acima da superfície do reservatório, pelo que, para obter resultados exatos, o valor lido deve ser corrigido matematicamente para as condições normais, sendo necessário ter em conta que o mercúrio e o tubo de vidro sofrem dilatação térmica com o aumento da temperatura do aparelho:
{\displaystyle p=p_{a}\cdot (1-0{,}000181\cdot T)}
onde
- {\displaystyle p}: pressão
- {\displaystyle p_{a}}: pressão aparente
- {\displaystyle T}: temperatura ambiente em °C
- Coeficiente de expansão do mercúrio: 0,000181/K
- Para medições muito exactas, é também necessário ter em conta a latitude e a altitude do lugar de medição.
- As diferenças relativas de altura na bacia do reservatório e na conduta, devido às suas diferentes secções transversais, são tidas em conta por uma escala de leitura com graduação reduzida.

O mercúrio é utilizado porque a sua elevada gravidade específica significa que o tubo pode ser mantido curto. Para efeitos de comparação, o tubo teria de ter cerca de 10 metros de comprimento para a água. Por outro lado, a evapora apenas uma pequena quantidade de mercúrio, apesar do relativo vácuo (cheio de vapor de mercúrio) na extremidade superior do tubo e na extremidade inferior aberta.
O primeiro barómetro de mercúrio foi inventado por Evangelista Torricelli em 1643. Ele observou que a altura da coluna de mercúrio mudava diariamente e concluiu que a pressão atmosférica também mudava em conformidade. A unidade para medir a pressão atmosférica (1 Torr = 1 mm Hg, correspondente a aproximadamente 133,32 Pa), foi baptizada com o seu nome.
O barómetro de mercúrio, desenvolvido por Evangelista Torricelli em 1643, marcou um avanço fundamental na ciência ao permitir a medição da pressão atmosférica. Isso desafiou antigas crenças filosóficas, como a ideia de que o vácuo não podia existir, e fortaleceu o método experimental, incentivando uma nova forma de investigar a natureza com base em dados concretos. Cientistas como Blaise Pascal e Robert Boyle usaram o barômetro como base para estudos sobre os gases e a atmosfera, dando origem à física moderna.
Desde 2009, o fabrico e a venda de barómetros de mercúrio e de outros instrumentos de medição que contenham mercúrio em recipientes facilmente quebráveis são proibidos na Europa, na sequência de um regulamento da União Europeia.

#### Barómetro de Goethe

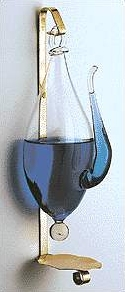
Barómetro de Goethe.

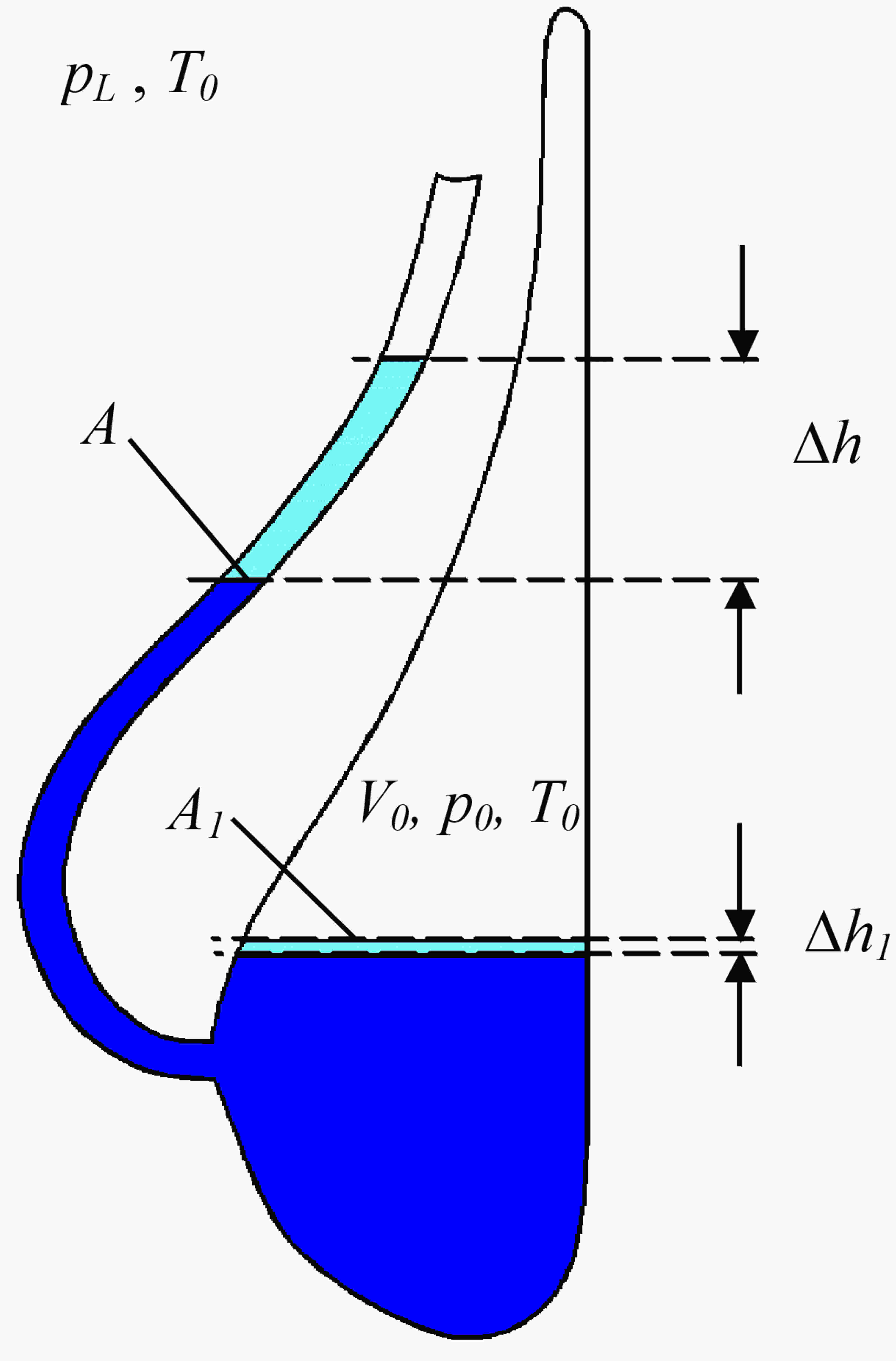
Parâmetros de funcionamento.

O princípio de um barómetro de coluna líquida é também utilizado, de forma ligeiramente modificada, no chamado 'barómetro de Goethe, também conhecido como copo de Goethe, vaso meteorológico de Goethe, vaso de trovão ou vaso meteorológico. Trata-se de um recipiente essencialmente decorativo, cheio com um líquido colorido, com um gargalo virado para cima na parte inferior, aberto à atmosfera, enquanto o recipiente principal está isolado da pressão atmosférica. Quando a pressão atmosférica é baixa (ou a temperatura sobe), o nível do líquido no gargalo do recipiente sobe e desce em conformidade. Embora Johann Wolfgang von Goethe tivesse na sua posse um barómetro deste tipo, não foi o inventor deste tipo de barómetro.
Não se sabe ao certo quando e por quem este instrumento foi efetivamente desenvolvida. No entanto, é provavelmente tão antigo como o aparecimento de recipientes de vidro com bico. Existem, por conseguinte, diversas variantes anteriores do copo Goethe, incluindo um copo de trovão holandês que se sabe datar de 1619. O barómetro de Goethe, fechado na parte de trás, foi precedido por vidros meteorológicos em forma de jarro com um bico longo e profundo, que duraram até ao século XVII. Esses recipiente tinham de ser fechados no gargalo com uma rolha de cera.
Não é possível medir a pressão atmosférica absoluta com o barómetro de Goethe, mas é possível medir as variações da pressão atmosférica que ocorrem no espaço de alguns dias. Como o ar fechado também altera o seu volume quando a temperatura muda, a alteração da temperatura ambiente deve ser medida durante o período de observação. Além disso, a área da secção transversal A do bico e o volume {\displaystyle V_{0}} de ar fechado pode ser determinado. A mudança na pressão do ar {\displaystyle \Delta p} que ocorre pode então ser calculada a partir da mudança na altura {\displaystyle \Delta h} do nível do líquido usando a seguinte fórmula de aproximação (água como um líquido):
G1: {\displaystyle \Delta p=\left({\frac {1+{\frac {\Delta T}{300}}}{1+{\frac {A}{V_{0}}}\cdot \Delta h}}-1\right)\cdot 1000-\Delta h}
A base da equação G1 é a equação térmica de estado dos gases ideais, também conhecida como equação geral dos gases, na forma: 
{\displaystyle {\frac {p_{1}V_{1}}{T_{1}}}={\frac {p_{0}V_{0}}{T_{0}}}}
Se, para além da variação de temperatura do gás, for tida em conta a variação de volume do ar confinado devido à variação de altura da coluna de líquido no bico, o resultado é dado pela seguinte fórmula:
G2: {\displaystyle \Delta p=\left({\frac {1+{\frac {\Delta T}{T_{0}}}}{1+{\frac {A}{V_{0}}}\cdot \Delta h}}-1\right)\cdot (p_{L}+p_{h})-g\cdot \rho \cdot \Delta h\cdot \left(1+{\tfrac {A}{A_{1}}}\right)}
onde as variáveis são as seguintes:
{\displaystyle T_{0}} é a temperatura ambiente no início da medição. Pode ser utilizada como 300 K sem grandes erros. No entanto, ainda deve ser medido porque {\displaystyle \Delta T} é necessário para o cálculo.
{\displaystyle g} é o fator de localização. Pode ser estimado como 10 N/kg sem grnade erro.
{\displaystyle \rho =10^{3}\,\mathrm {\tfrac {kg}{m^{3}}} } é a densidade da água.
{\displaystyle p_{L}} é a pressão externa no início da medição. Pode ser definida como aproximadamente igual a {\displaystyle 10^{5}\,{\text{Pa}}}.
{\displaystyle p_{h}} é a pressão gravítica da coluna de água no bico no início da medição. Pode ser negligenciada em comparação com {\displaystyle p_{L}}.
{\displaystyle A_{1}} é a dimensão da superfície da água no recipiente. O quociente {\displaystyle {\tfrac {A}{A_{1}}}} pode ser negligenciado.
Se estes valores forem introduzidos em G2 e for conveniente introduzir os valores em cm, cm² e cm³ e obter o resultado em hPa, obtém-se a equação G1.
Apenas são utilizadas aqui os valores numéricos das grandezas físicas que resultam da utilização das unidades de acordo com a tabela seguinte:
|                          | Significado                                                    | Unidade usada na fórmula | Valores típicos |
| ------------------------ | -------------------------------------------------------------- | ------------------------ | --------------- |
| {\displaystyle \Delta T} | Variação de temperatura desde o início da medição              | grau Celsius             | −5 a +5         |
| {\displaystyle A}        | Área da secção transversal do bico                             | cm²                      | 0,6             |
| {\displaystyle V_{0}}    | Volume de ar retido                                            | cm³                      | 100             |
| {\displaystyle \Delta h} | Variação da altura da coluna de água desde o início da medição | cm                       | −5 a +5         |
| {\displaystyle \Delta p} | Variação da pressão atmosférica desde o início da medição      | hPa                      | −20 a +20       |

### O aneroide

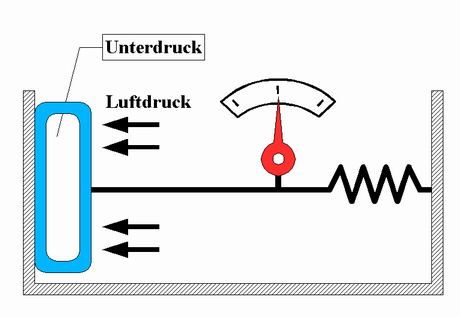
Princípio do funcionamento de um aneroide.
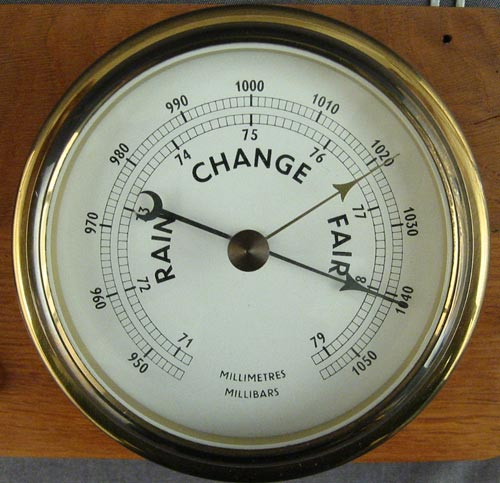
Barómetro aneroide.
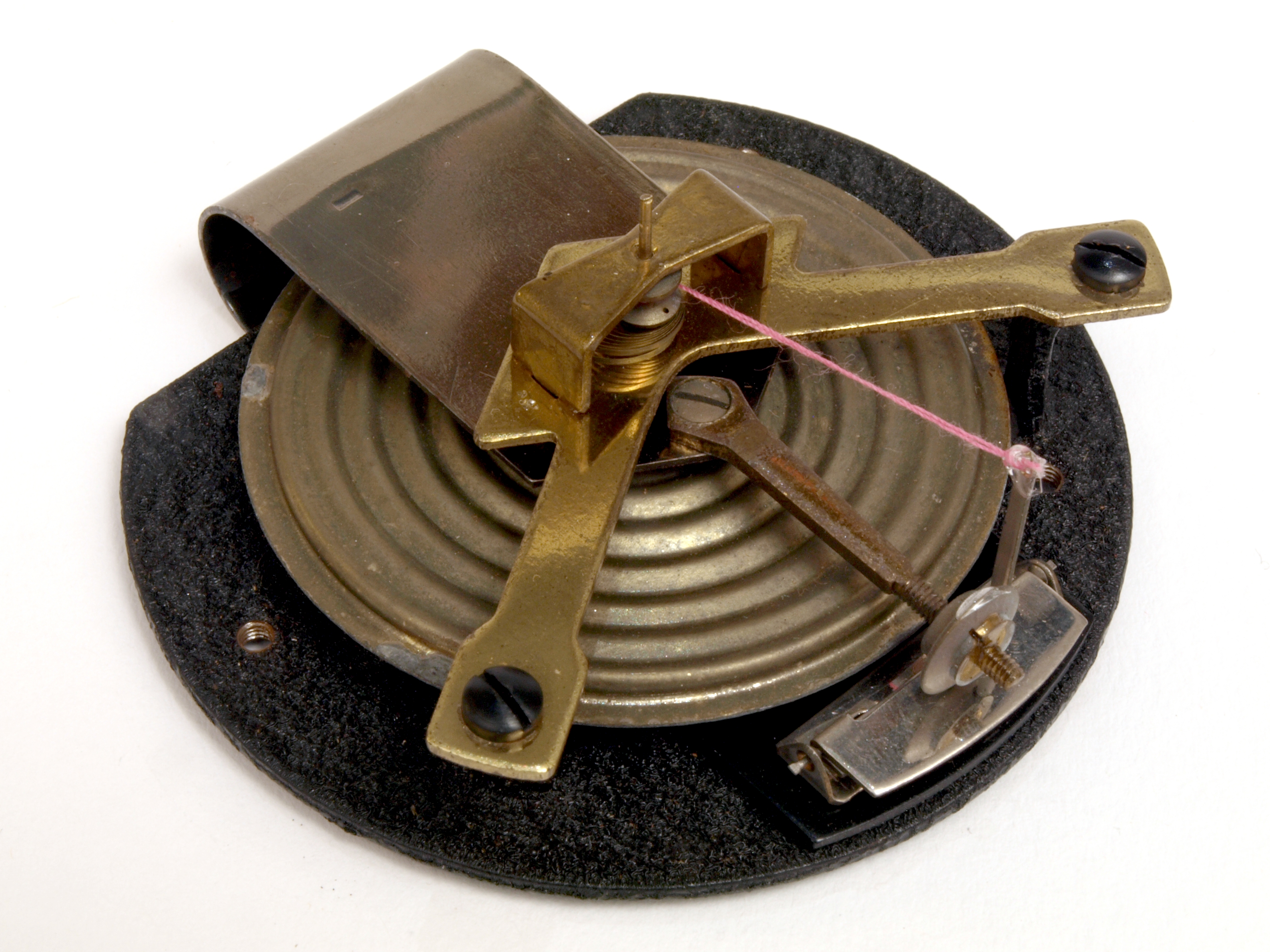
A célula de Vidi de um aneroide.

Os barómetros de cápsula, também conhecidos como barómetros aneróides (do grego α-νηρός a-nerós “não líquido”), usam como sensor um corpo oco, semelhante a uma lata, feito de chapa metálica fina, que é deformado pela pressão do ar. A cápsula é evacuada até a uma pressão residual de cerca de 5 mbar (= 5 hPa = 500 Pa). A alteração do módulo de elasticidade do material das paredes da cápsula devido à temperatura é compensada com a pressão residual deixada no seu interior. Os materiais mais recentes, como as cápsulas feitas de cobre-berílio e outros métodos de compensação da temperatura, não requerem esta pressão residual.
Por volta de 1700, o matemático Gottfried Leibniz, lançou o conceito do barómetro sem líquido e a primeira versão de tal objeto foi construída por Lucien Vidie (sob a forma de um barómetro aneroide metálico, construído em torno de uma cápsula cujo interior está sujeito a vácuo parcial, a cápsula de Vidie). Sendo um instrumento cujo sensor é um invólucro hermético, não apresentava perigo de derramar o líquido, como no caso dos instrumentos cujo sensor é um tubo contendo um fluido. Com isso, rapidamente tal instrumento se tornou de uso corrente em meteorologia e ciências conexas.
O barómetro aneroide é menos preciso, porém mais compacto. Consiste numa câmara parcialmente evacuada que se comprime e expande com o aumento e diminuição da pressão, respetivamente. Essas alterações são transmitidas a um ponteiro calibrado para determinadas condições e unidades de medida. Tal barómetro é comumente utilizado em barógrafos, os quais gravam continuamente as variações de pressão.
As tecnologias de miniaturização permitiram produzir barómetros acoplados a relógios digitais desportivos a um custo razoável.

## Literatura
- F. A. Hegenberg: Unterricht im Höhenmessen mit dem Barometer nach den neuesten in der Physik gemachten und hierher gehörigen Entdekungen. Appuns, Bunzlau 1828 Digitalisat
- Johann Gottlieb Wiemann: Anleitung zum Höhenmessen mit dem Barometer. 2. Auflage. Arnold, Dresden [u. a.] 1828 Digitalisat
- Bert Bolle, „Alte Barometer“, 1980, ISBN 3-7667-0534-2
- Edwin Banfield, „The Italian Influence on English Barometers from 1780“, 1993, Baros Books, ISBN 0-948382-07-4
- Philip R. Collins, „Care and Restoration of Barometers“, 1990, Baros Books, ISBN 0-948382-05-8
- Philip R. Collins, „Fitzroy and his barometers“, 2007, Baros Books, ISBN 978-0-948382-14-7
- Rear-Admiral Fitzroy, "Barometer and Weather Guide; Board of Trade; 1859, Druck auf Abruf möglich bei www.leopoldclassiclibrary.com
- John H. Morrison, „Are there Equinoctial Storms? Development of the Marine Barometer in American Waters“, 1911, Leopold Classic Library
- Edwin Banfield, „Antique Barometers“, 1976, reprinted 1996, Baros Books, ISBN 0-948382-04-X